# Bronius Vyšniauskas
 Bronius Vyšniauskas  (Gelnai, 1 de mayo de 1923 – Vilnius, 27 de junio de 2015) fue un escultor lituano. Recibió el Premio de Obrero del arte Honorífico de la República Socialista Soviética de Lituania (1973).
En 1947, se graduó en el Instituto de Artes Aplicadas y Decorativas de Kaunas y participó en algunas exposiciones. En 1948, asistió al Instituto de Arte de Vilnius Art, del que se convirtió en profesor en 1978. 
Vyšniauskas hizo retratos de Kazimieras Būga y otros bustos. Una de sus obras más destacadas de estos primeros años fue la del Puente Verde reconstruido junto a su colega Napoleonas Petrulis en 1952. Con Petrulis diseñó las pequeñas esculturas "Un momento de paz" (1957) y "Madre con niño" (1965). En 1959 realizó las esculturas Ratnyčėlė y Motherhood en nombre de Druskininkai.
En 1972, Vyšniauskas diseñó esculturas y relieves para el memorial de la liberación de Kryžkalnis ("Raseiniai Rajongemeinde") por el Ejército Rojo, que no se ha conservado. El grupo Los cuatro comunistas (Rapolas Čarnas, Kazys Giedrys, Juozas Greifenbergeris, Karolis Požėla) lo volvió a crear junto con Petrulis en 1973 para instalarlo en Kaunas. Ahora se encuentra en el Parque Grūtas local. 

## Trabajos destacados
- Manufacturing and Construction (1952, Puente Verde, Vilnius, junto a Napoleonas Petrulis);
- Four Communards (1973, Kaunas, now Grūtas Park, junto a Napoleonas Petrulis);
- Mother of Kryžkalnis (1972, Kryžkalnis, ahora Parque Grūtas);
- Busts of Alexander Pushkin (1955, Vilnius) y Kazimieras Būga (1986, Dusetos);[4]
- Monumentales de tumbas de Jonas Biliūnas (1958, Anykščiai), Vincas Kapsukas, Pranas Eidukevičius, Feliksas Baltušis-Žemaitis (1959, Cementerio de Novodevichy, Moscú) y Povilas Višinskis (1971, Rasos Cemetery, Vilnius);
- Retratos escultóricos de Julius Janonis (1962), Kristijonas Donelaitis (1965);
- Esculturas decorativas Ratnyčėlė y Motherhood (1959, Druskininkai), Industry (1975, Panevėžys), Girl (1986, Klaipėda);
- Composiciones Minute of Rest (1957), Mother and Child (1965), Eglė (1979).

## Galería

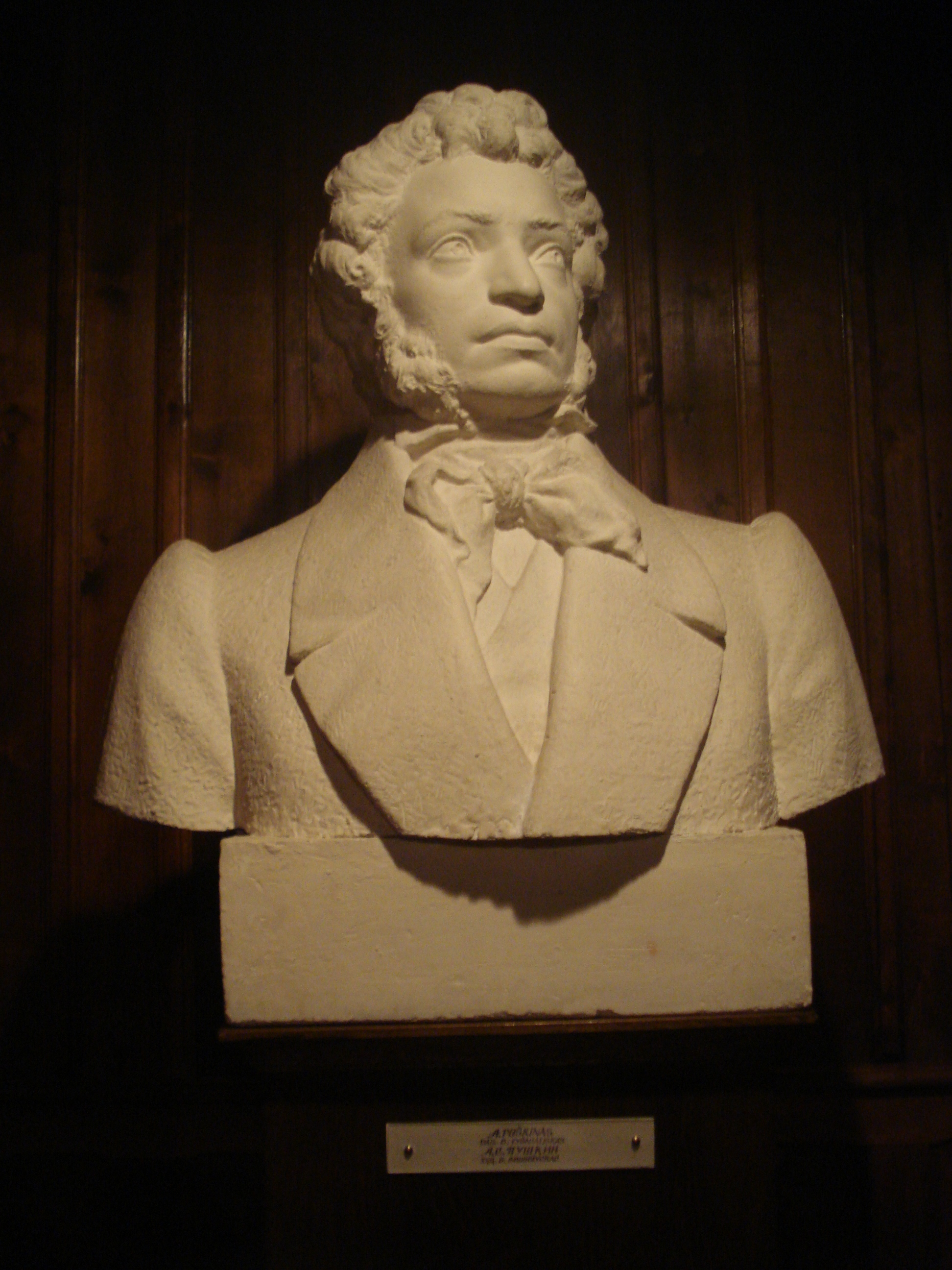
Puskin